# Бакалавр искусств
Бакала́вр иску́сств, или, более точно, Бакала́вр гуманитарных наук (англ. Bachelor of Arts, B.A.) — академическая степень или квалификация высшего образования, присуждаемая после прохождения обучения по выбранной специальности в области гуманитарных или естественных наук.
Существует в ряде стран, участвующих в Болонском процессе (англ. baccalaureate of Arts, bachelor's degree of Arts), а также в высших учебных заведениях США, Канады и стран Британского содружества.
Этот термин, часто сокращаемый до B.A. (или, реже, до A.B.), происходит от латинского выражения Artium Baccalaureus.